# Сансевиера
Сансевиерата (Sansevieria), известна още като змийско растение, е исторически признат род цъфтящи растения, родом от Африка, по-специално Мадагаскар и Южна Азия, сега включен в род Драцена (Dracaena) въз основа на молекулярни филогенетични изследвания. Общите наименования за 70-те вида, които преди са били поставени в рода, включват меч, индийски меч, рицарски меч, свекървен език, тъщин език, змийска кожа, змийски език, африкански коноп. В класификационната система APG III драцената е поставена в семейство Зайчесянкови (Asparagaceae), подсемейство Nolinoideae (по-рано семейство Ruscaceae), в бившето семейство Dracaenaceae.
- Sansevieria ehrenbergii в естествен хабитат
- Dracaena trifasciata 'Laurentii' – най-популярният сорт от рода